# Chi Khmar
Chi Khmar es una comuna (khum) del distrito de Treang, en la provincia de Takéo, Camboya. En marzo de 2008 tenía una población estimada de 4548 habitantes.
Se encuentra ubicada al sur del país, en la llanura camboyana, cerca del río Mekong y de la frontera con Vietnam.